# Roldán FSF
El Roldán FSF, que por motivos de patrocinio es conocido como STV Roldán es un equipo de fútbol sala femenino de España de la pedanía de Roldán, perteneciente al municipio de Torre-Pacheco en la Región de Murcia. Fue fundado el 16 de octubre de 1999, y actualmente juega en la Primera División de fútbol sala femenino.

## Historia
En la temporada 2012-13 debuta en la primera división, finalizando en la decimosegunda posición, en siguiente temporada quinta, y en las temporadas 2014-15, y 2015-16 lo hace en octava posición. 
En el año 2016-17, terminan en séptima posición, que da derecho a jugar la Copa de España por primera vez, donde no pasan de los cuartos de final, al ser derrotadas por la Universidad de Alicante.
La temporada 2017-18, el club consigue su primer título nacional al ganar la Liga en la última jornada, que llegaron cuatro equipos con opciones. En la Copa de España llegaron a semifinales siendo eliminadas por el Burela FS.
En la temporada 2018-19 jugó el Campeonato de Europa de Clubes de fútbol sala femenino, que participaban los 8 equipos de las ligas más importantes de Europa, torneo que ganó al enfrentarse en la final al Kick Off italiano. En la liga acabó en cuarta posición y en Copa fue eliminado en cuartos de final por el Alcorcón.
En la temporada 2019-20 el equipo contando en el banquillo con Andrea Lacrampe y como consecuencia de la COVID19 finalizó en la posición novena.
La temporada 2020-21 que traía de vuelta al banquillo pachequero a Joaquín Peñaranda el equipo lograba en liga regular la tercera posición cayendo en semifinal en Torrejón de Ardoz ante Burela Pescados Rubén.
En la temporada 2021-22 el conjunto entrenado por el mismo Joaquín Peñaranda lograba igualar el resultado liguero de la tercera posición y cayendo en semifinal ante Pescados Rubén Burela. En la Copa de la Reina disputada en Ourense, clasificó como semifinalista cayendo derrotado en tanda de penaltis contra Futsi Navalcarnero. También como resultado de la clasificación de Liga y Copa Reina el conjunto pachequero jugará la Supercopa España 2022 con los equipos Burela, Futsi y MSC Torreblanca. 

## Estadio
El equipo juega en el pabellón Gabriel Pérez, situado en la pedanía de Roldán del municipio de Torre-Pacheco.

## Datos del club
- Temporadas en Primera División: 10.
- Mejor puesto en la liga: 1ª.
- Peor puesto en la liga: 12.ª.
- Jornadas como lider: 3 (última vez jornada 30, temporada 2017-18).
- Mayor goleada conseguida:
  - En campeonatos nacionales:
    - En casa

Roldán FSF 11 - 2 Rubí (5 de febrero de 2017)
- Fuera

Guadalcacín FS CD 1 - 11 Roldán FSF(12 de mayo de 2018)
- Mayor goleada recibida:
  - En campeonatos nacionales:
    - En casa

Roldán FSF 1 - 9 Futsi Navalcarnero (17 de noviembre de 2019)
- Fuera

Futsi Navalcarnero 8 - 2 Roldán FSF(26 de septiembre de 2015)
Burela 6 - 0 Roldán FSF(26 de octubre de 2019)
- Máxima goleadora en primera:

Mayte Mateo, 155
Consuelo Campoy, 100
Marta Peñalver, 75

## Jugadores y cuerpo técnico

### Plantilla y cuerpo técnico (2023-24)
| Dorsal | Jugador         | Posición   | Edad    | Procedencia                 |
| ------ | --------------- | ---------- | ------- | --------------------------- |
| 3      | Laura Fernández | Ala        | 25 años | Roldán B                    |
| 5      | Villa           | Universal  | 23 años | Alcantarilla                |
| 7      | Toñi            | Ala-cierre | 22 años | UCAM Murcia                 |
| 8      | Mayte Mateo     | Universal  | 31 años | Roldán B                    |
| 10     | Andrea Marín    | Cierre     | 24 años | Roldán B                    |
| 11     | Alba Gandía     | Ala-Pivot  | 29 años | Hispania Yecla              |
| 15     | Cristina García | Portera    | 30 años | Universidad de Alicante FSF |
| 17     | Lola            | Ala-cierre | 22 años | UCAM Murcia                 |
| 18     | Consuelo Campoy | Ala-Pívot  | 31 años | Universidad de Alicante FSF |
| 19     | Mariángeles     | Ala        | 28 años | Roldán B                    |
| 20     | Ángela Górriz   | Pívot      | 26 años | Hispania Yecla              |

## Palmarés

### Títulos internacionales
- Campeonato de Europa de Clubes de fútbol sala femenino (1): 2019.

### Títulos nacionales
- Primera División (1): 2017-18.